# Mooshamer Moos Ost
Mooshamer Moos Ost este o arie protejată (arie specială de conservare — SAC, sit de importanță comunitară — SCI) din Austria întinsă pe o suprafață de 3,19 ha, integral pe uscat.

## Localizare
Centrul sitului Mooshamer Moos Ost este situat la coordonatele 47°06′N 13°43′E / 47.1°N 13.72°E.

## Înființare
Situl Mooshamer Moos Ost a fost declarat sit de importanță comunitară în septembrie 2014 pentru a proteja 1 specie de animale. Situl a fost protejat și ca arie specială de conservare în martie 2016.

## Biodiversitate
Situată în ecoregiunea alpină, aria protejată nu include niciun habitat protejat.
La baza desemnării sitului se află o specie protejată de  nevertebrate: Lycaena helle.
Pe lângă speciile protejate, pe teritoriul sitului au mai fost identificate 2 specii de mamifere.